# Colegio Mayor Universitario Isabel de España
El Colegio Mayor Universitario Isabel de España es un colegio mayor adscrito a la Universidad Complutense de Madrid en Madrid en España. Está situado en la Ciudad Universitaria de Madrid, junto a los colegios César Carlos y Nuestra Señora de África, frente al Edificio A del Rectorado de la Universidad Politécnica de Madrid y en la misma manzana que el Centro Nacional de Investigaciones Metalúrgicas, el Centro Experimental del Frío (ambos del CSIC) y la Escuela de Organización Industrial. Está gestionado por un patronato presidido por la antigua directora del colegio, María Luisa Muñoz de la Cruz. El actual director desde 2006 es Nicanor Gómez Villegas.
El Colegio comenzó a funcionar en el año 1956, siendo únicamente femenino. En el curso 2000-2001 dejó de ser un colegio exclusivamente femenino. El colegio se marca como objetivos "la formación integral de sus miembros", basada en la libertad, igualdad y pluralismo político. Entre sus actividades culturales destaca la celebración de un festival flamenco, "Tío Luis el de la Juliana", y uno de rock, el IsaRock. También es notable su equipo de debate universitario, único Colegio Mayor que compite a nivel nacional siendo campeones ya de numerosos torneos. Asimismo, realiza tertulias literarias, conferencias, periódico y cuenta con un grupo de teatro, Tilmun, junto al Colegio Mayor Universitario Fundación SEPI. Desde 2018 el Colegio lleva a cabo un proyecto solidario en el Valle de Tessaout (Marruecos) en colaboración con la ONG Fundación Acción Geoda.

## Arquitectura
El edificio actual del Colegio Isabel de España fue construido en los años 1966/1968, según proyecto de Luis Miquel Suárez-Inclán y Antonio Viloria, arquitectos todavía en activo, autores también del cercano Colegio Mayor San Juan Evangelista.
Al respecto se han hecho varias conferencias sobre la Arquitectura en España desde una perspectiva Internacional en las que se ha contado con la presencia del arquitecto de fama internacional Manuel Solá Morales, Emmanuelle Picard (Doctora en Historia, encargada de estudios e investigaciones en el Service d’histoire de l’éducation INRP-ENSL, Francia) así como la del diplomático francés Sacha Passy de Thellier (Diplomático de la Embajada de Francia en España).